# Obora (ort i Tjeckien, Ústí nad Labem)
Obora är en ort i Tjeckien.   Den ligger i regionen Ústí nad Labem, i den nordvästra delen av landet, 50 km nordväst om huvudstaden Prag. Obora ligger 177 meter över havet och antalet invånare är 317.
Terrängen runt Obora är platt åt nordväst, men åt sydost är den kuperad. Obora ligger nere i en dal. Runt Obora är det ganska glesbefolkat, med 39 invånare per kvadratkilometer. Närmaste större samhälle är Louny, 5,0 km väster om Obora. Trakten runt Obora består till största delen av jordbruksmark.